# BB Ge 6/6 81
Die Ge 6/6 81 war eine sechsachsige Elektrolokomotive der ehemaligen Berninabahn (BB), welche 1943 in der Rhätischen Bahn (RhB) aufging. Als Einzelstück wurde sie von der Schweizerischen Lokomotivfabrik in Winterthur mit elektrischer Ausrüstung von Brown, Boveri & Cie. hergestellt und 1916 abgeliefert. Als schmalspurige Elektrolokomotive mit sechs angetriebenen Achsen erhielt sie die Bauartbezeichnung Ge 6/6 und die Betriebsnummer 81. Die Lokomotive besitzt ein kleines Gepäckabteil, dieses findet aber keinen Niederschlag in der Bauartbezeichnung, da die Bahn das Fahrzeug als Lokomotive und nicht als Triebwagen klassifizieren wollte.

## Geschichte

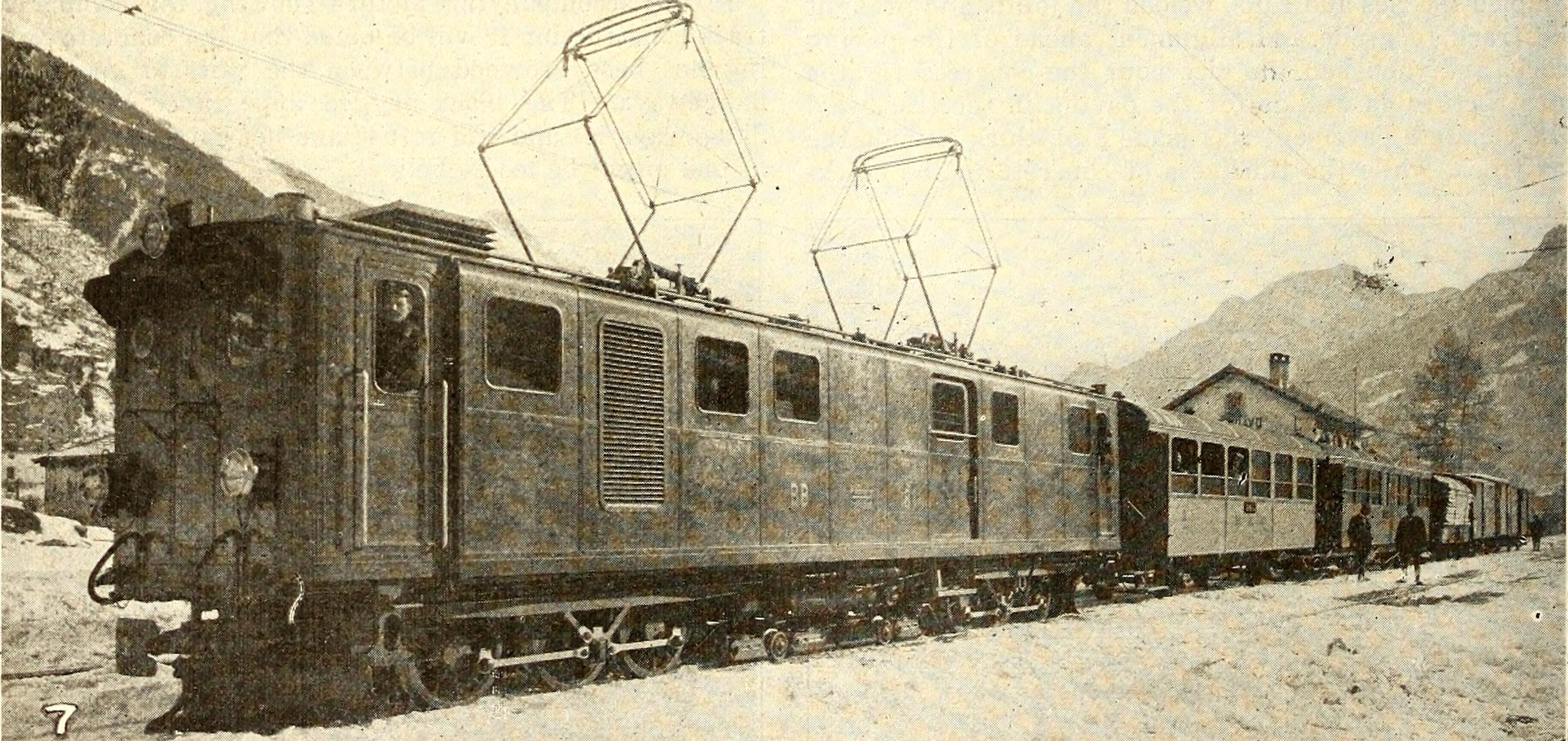
Die Lokomotive im ursprünglichen Zustand (1921)

Die damals rasche Verkehrszunahme verlangte nach einer eigenen Lokomotive für den schweren Verkehr. Mit einem Gewicht von 45 Tonnen, verteilt auf ursprünglich sechs Antriebsachsen und zwei kleine Achsen für den Hilfsrahmen des Bremsgestells mit der elektromagnetischen Schienenbremse, und vier Fahrmotoren galt sie damals als stärkste meterspurige Lokomotive Europas. Je zwei Motoren waren in einem Drehgestellrahmen fest verschraubt, die Kraftübertragung erfolgte von der Motorwelle zunächst auf eine Vorgelegewelle. Die beiden Vorgelegewellen und die mittlere Triebachse jedes Drehgestells waren mit einem Dreiecksrahmen verbunden. Die äusseren Achsen wurden mittels Kuppelstangen angetrieben. Diese Anordnung bewährte sich nicht. Es ist überliefert, dass eine Dreieckskuppelstange in voller Fahrt nach Bruch der Kurbeln durch das Dach geschleudert wurde.

## Umbau zur Ge 4/4 81

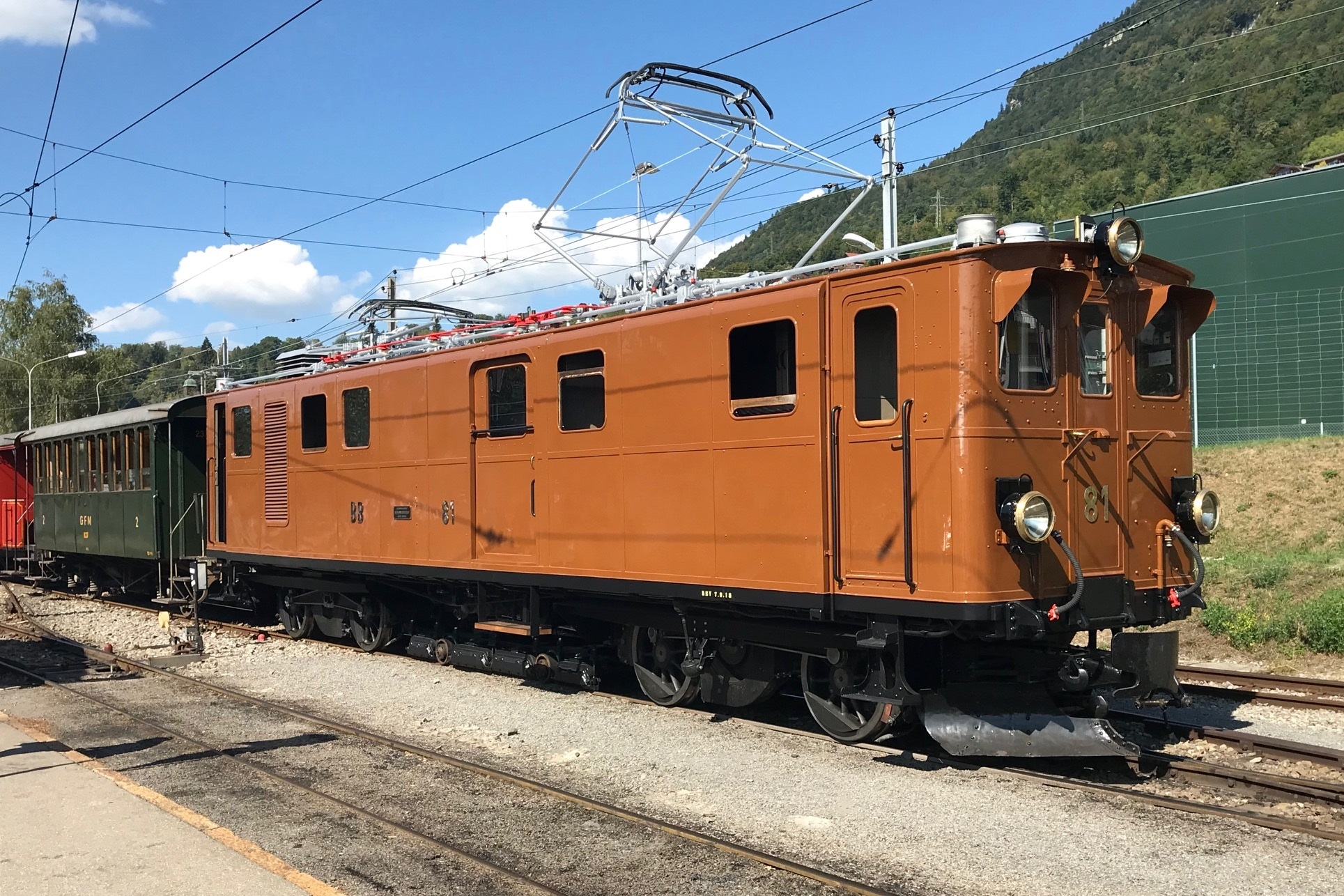
Die RhB Ge 4/4 auf der Museumsbahn Blonay – Chamby (2018)

1929 wurde die Lok von der Achsfolge C’C’ auf die Achsfolge B’B’ umgebaut. Durch den Umbau sollte die Leistung der Lok für geplante Express-Züge erhöht werden. Die mittlere Achse jedes Drehgestells wurde durch eine Blindwelle ersetzt. Die Kraftübertragung von den Motoren her erfolgt neu durch ein Getriebe. Die Triebachsen werden durch Schlitzkuppelstangen angetrieben. Beim Umbau wurde die Lok auf die bevorstehende Spannungserhöhung von 750 Volt auf 1000 Volt vorbereitet. Dadurch konnte die Leistung von 960 PS auf 1040 PS gesteigert werden. Die zulässige Höchstgeschwindigkeit wurde von 50 km/h auf 45 km/h gesenkt.

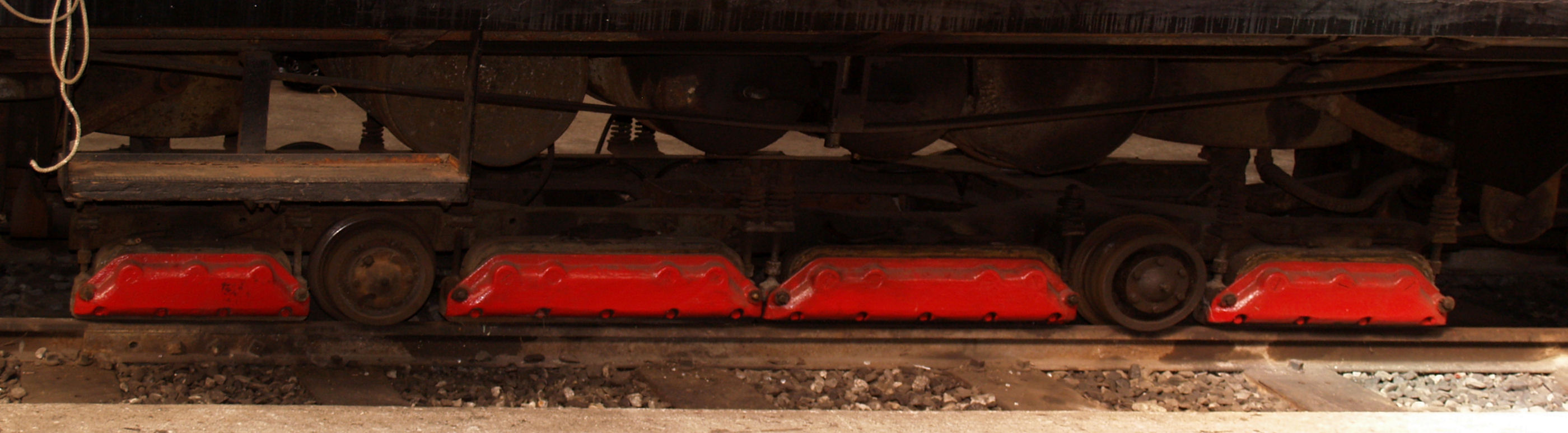
Der Bremswagen mit den Magnetschienenbremsen

Als Besonderheit besitzt die Lokomotive einen mit zwei Achsen ausgerüsteten Hilfsrahmen für die aus der Fahrleitung gespeiste elektromagnetische Schienenbremse. Infolge dieses Hilfsrahmens hätte die Lokomotive korrekterweise die Achsfolge B’2’B’, ursprünglich C’2’C’. Die Bauartbezeichnung einschliesslich des Bremsgestells würde Ge 4/6 (beziehungsweise früher Ge 6/8) lauten, unter Berücksichtigung des Gepäckabteils De 4/6 (früher Fe 4/6 beziehungsweise Fe 6/8).
Bei der Rhätischen Bahn erhielt die Lokomotive 1961 die Betriebsnummer 181. 1970 wurde sie ausgemustert und kam zur Museumsbahn Blonay–Chamby (BC), wo sie anfänglich regelmässig eingesetzt wurde. Ab 1990 verhinderte ein Schaden an der elektrischen Ausrüstung die weitere Nutzung. Erst 2008 konnte die Lokomotive mit Hilfe eines Sponsors so weit aufgearbeitet werden, dass sie seither wieder eingesetzt werden kann.
Am 23. August 2021 wurde die Lok auf der Strasse nach Landquart überführt, damit sie Anfang Oktober bei Sonderfahrten auf der Berninabahn eingesetzt werden konnte. Nachdem die BC und der Club 1889, der in Samedan historische Fahrzeuge der RhB erhält, die Lokomotive für den Einsatz am Bernina angepasst haben, zog die Lokomotive im Februar 2022 aus eigener Kraft einen Extrazug von St. Moritz zur Station Alp Grüm auf 2091 Metern über Meer. In Folge wurde die Maschine für weitere Sonderfahrten auf ihrer ehemaligen Stammstrecke eingesetzt und kehrte erst im  Oktober 2022 wieder zur Museumsbahn BC zurück.